# Alpe Stalle
Die Alpe Stalle, auch Die Stalle oder Vordere Stalle, ist eine Alm in den Villgratner Bergen in der Fraktion Oberrotte der Gemeinde St. Jakob in Defereggen.
Die Alpe Stalle liegt umgeben von Bergwald am Nordostrücken des Kahorns links des Stallebach (Ragötzbach). Sie besteht aus vier Almhütten (Adresse: Alpe Stalle 1 bis 4), wobei eine der Hütten als Jausenstation Alpe Stalle (Alpe Stalle 1) betrieben wird. Die Jausenstation ist im Sommer und Winter geöffnet, wobei im Winter auch eine beleuchtete Naturrodelbahn betrieben wird. Die Alpe Stalle umfasste bereits Mitte des 19. Jahrhunderts fünf Hütten, die in vergleichbarer Anordnung wie heute standen. Ab 1951 war die Alpe Stalle das Ziel einer rund 3000 Meter langen Skiabfahrt, die aus der Gipfelregion des Kahorns bis zur Alpe Stalle führte. Die Skirennen, die hier stattfanden, wurden mit internationaler Beteiligung durchgeführt. Die vermutlich sehr enge Waldschneise zur Alpe Stalle ist jedoch heute bewaldet.
Der Aufstieg auf die Alpe Stalle erfolgt auf kürzestem Weg von Rinderschinken steil vorbei am Wasserfall des Stallebachs zur Alm. Eine weniger steile Variante führt in rund 45 Minuten von Rinderschinken nach Pötsch und danach ostwärts quer durch den Bergwald zur Alpe Stalle. Der weitere Weg in den Talschluss des Stallebachs führt zu den Almen Hintere Stalle sowie Jesacher Alm.

## Anmerkung
1. ↑  vergleiche den Franziszeischen Kataster